# Anthaster valvulatus
Anthaster
Genre
Espèce
Anthaster valvulatus, unique représentant du genre Anthaster , est une espèce d'étoiles de mer tropicales de la famille des Oreasteridae. On la rencontre dans le Sud de l'Australie.